# Pequeño empujón (libro)
Un pequeño empujón: El impulso que necesitas para tomar mejores decisiones sobre salud, dinero y felicidad es un libro escrito por el economista Richard H. Thaler de la Universidad de Chicago y por el profesor Cass R. Sunstein de la Harvard Law School. Fue publicado en 2008 por Yale University Press y posteriormente fue traducido y publicado en español.
El libro trata sobre psicología y economía del comportamiento y defiende el paternalismo libertario.
El libro recibió en valoraciones positivas. The Guardian y la renombrada revista The Economist lo seleccionó como uno de los libros mejores de 2008.

## Resumen

### Comportamiento humano
Uno de las justificaciones principales para Thaler y Sunstein es mostrar las bondades del paternalismo libertario con base en experimentos psicológicos. El libro es crítico de la ficción inventada por los economistas del homo economicus, según la cual el ser humano "razona y elige infaliblemente bien"
Citan ejemplos que cuestiona seriamente la racionalidad de los juicios y decisiones que hacen las personas. Declaran que, a diferencia del homo economicus, los miembros de la especie homo sapiens cometen errores hace equivocaciones previsibles debido a su uso de heurísticas y a la influencia de las interacciones sociales.

#### Dos sistemas de pensar
El libro describe dos sistemas que caracteriza pensamiento humano, el cual Sunstein y Thaler refiere a como el "sistema automático" y el "sistema reflectante". Estos dos sistemas son más exhaustivamente definidos por el psicólogo israelí Daniel Kahneman en el libro Pensamiento rápido, pensar despacio.
El Sistema Automático es rápido e instintivo. El Sistema Reflectante es deliberado y consciente.

#### Falacias y sesgos
Debido a los conflictos entre estos dos sistemas de pensamiento, las personas a menudo cometen equivocaciones. A continuación, se presentan algunos ejemplos:
| Nombre                          | Descripción |
| ------------------------------- | --- |
| Anclaje                         | Un sesgo cognitivo donde uno confía demasiado en una pieza de información y puede subestimar o sobreestimar un hecho real. |
| Heurística de disponibilidad    | Cuando las personas pronostican la frecuencia de un acontecimiento basándose en los datos más disponibles. |
| Heurística de representatividad | Cuando las personas juzgan la probabilidad o frecuencia de una hipótesis por considerar los datos pasados que son recurrentes. Un ejemplo sería percibir patrones significativos en información que es de hecho aleatorio.                            |
| Statu quo                       | Ocurre cuando las personas prefieran continuar un curso de acción pasado, aunque dicha acción no sea de su interés. |
| Mentalidad de rebaño            | Las personas son fuertemente influidas por las acciones de otros. Sunstein Y Thaler citar un estudio famoso por Solomon Asch donde personas, debido a presión de pares, responde a preguntas sencillas con mentiras, con el fin de parecerse al otro. |

### Paternalismo libertario
Paternalismo libertario  (también llamado paternalismo blando) es la unión de dos ideas políticas generalmente vistas como opuestas: el libertarismo y el paternalismo.
Sunstein y Thaler enuncian que "las personas tendrían que ser libres de hacer lo qué les gusta" al tiempo que "es legítimo que  arquitectos de elección hagan pruebas para influir el comportamiento de las personas para hacer sus vidas más largas, más sanas, y mejores".
Un ejemplo sencillo de un "nudge" o "pequeño empujón" es  que en las cafeterías escolares se coloquen primero las comidas sanas y luego la comida chatarra. El individuo no está impedido a comer lo que quiere, pero se le están acomodando las opciones para que coma más fácilmente comida sana.

### Recomendaciones de política
Sunstein y Thaler aplican la idea de los "nudges" en el contexto de arquitectura de elección para proponer recomendaciones de política en las áreas de finanza, salud, el entorno, escuelas, y matrimonio. Creen que estos problemas al menos pueden ser parcialmente dirigidos por mejorar la arquitectura de elección.
Casos concretos son: los planes de ahorro para la jubilación, los planes sanitarios